# كويفا دي أجريدا
كويفا دي أجريدا هي بلدية تقع في مقاطعة سوريا، في منطقة قشتالة وليون، في إسبانيا. يبلغ عدد سكانها 70 نسمة وذلك حسب (المعهد الوطني للإحصاء) سنة 2017. تبلغ مساحتها 30,00 كم مربع، وترتفع عن سطح البحر 1,301 متر.

## تطور السكان
في تعداد عام 2010 بلغ عدد سكان البلدية 85 نسمة، منهم 48 رجلا و37 امرأة. 